# چارلی ریول
چارلی ریول (کاتالونیایی: Charlie Rivel; ۲۳ آوریل ۱۸۹۶ – ۲۶ ژوئیهٔ ۱۹۸۳) دلقک، هنرمند سیرک، و طنزپرداز اهل اسپانیا بود. او در کارش، شهرت بین‌المللی داشت.
او نام کوچکش را از نام «چارلی چاپلین» گرفت و کار هنری‌اش را از سن ۳ سالگی آغاز کرد. پدرش از اهالی کاتالونیای اسپانیا و مادرش فرانسوی بود.
از فیلم‌ها یا مجموعه‌های تلویزیونی که وی در آن‌ها نقش داشته‌است، می‌توان به «دلقک‌ها» (فدریکو فلینی، ۱۹۷۱) اشاره نمود.

## نگارخانه

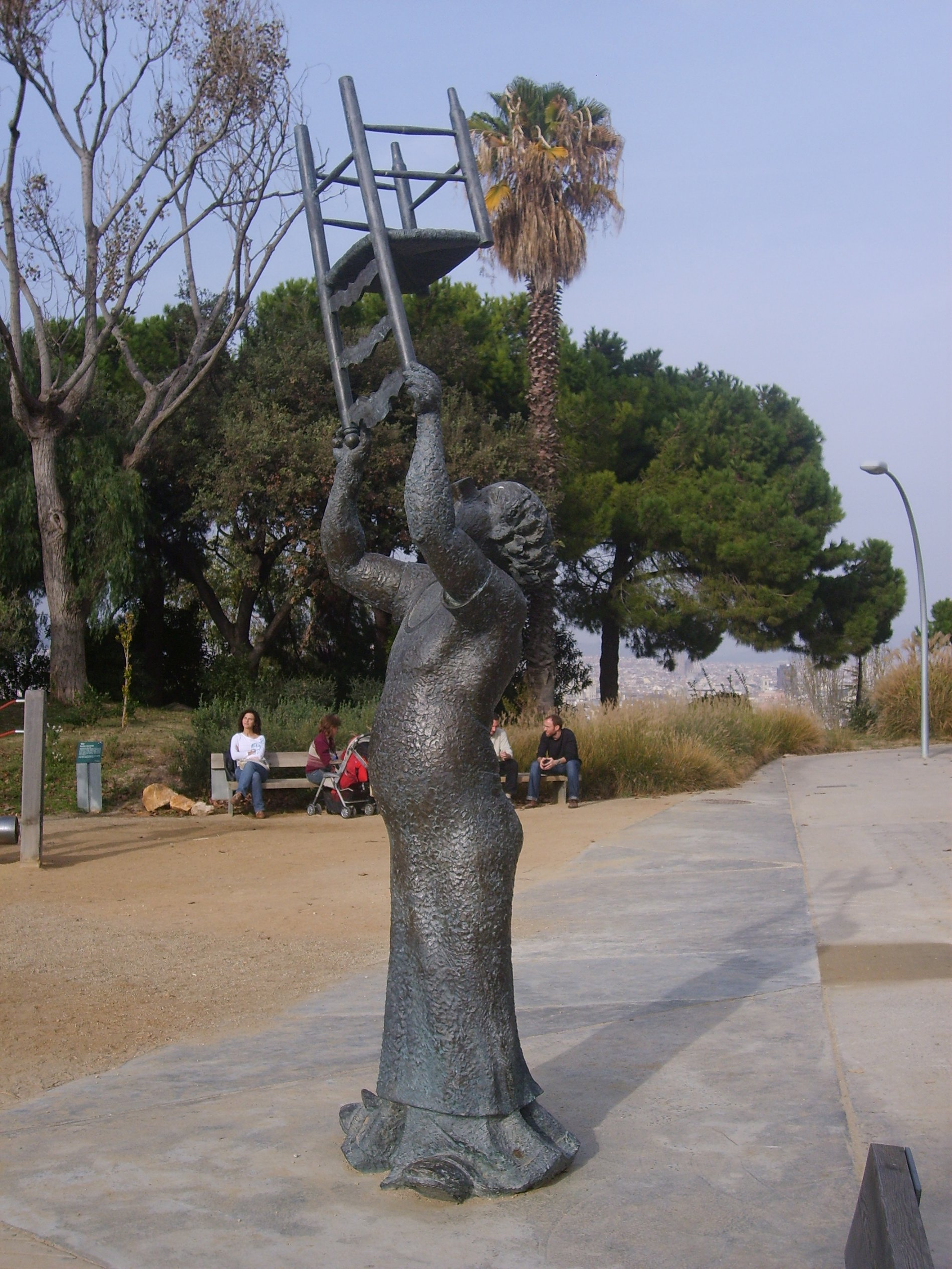
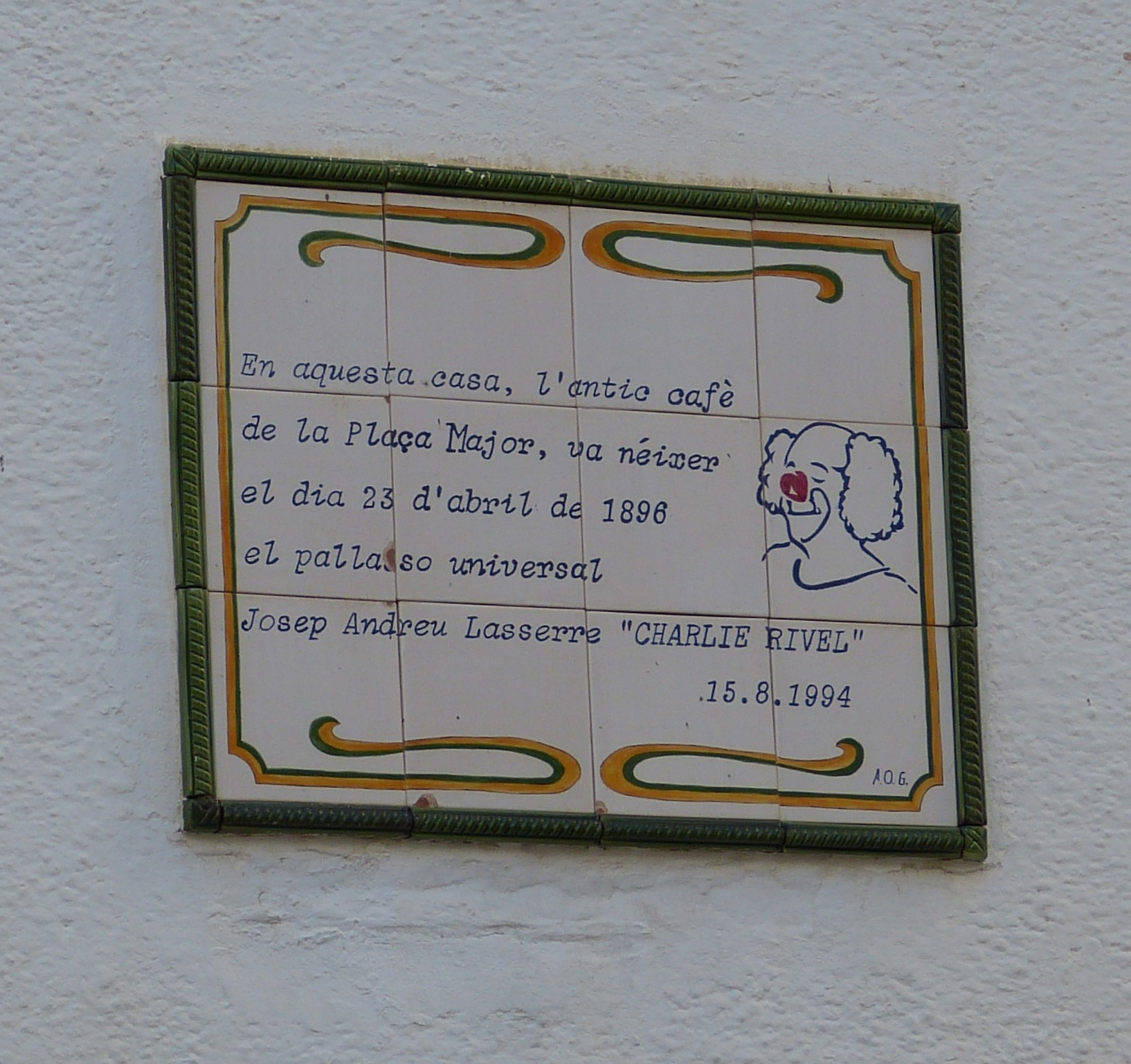
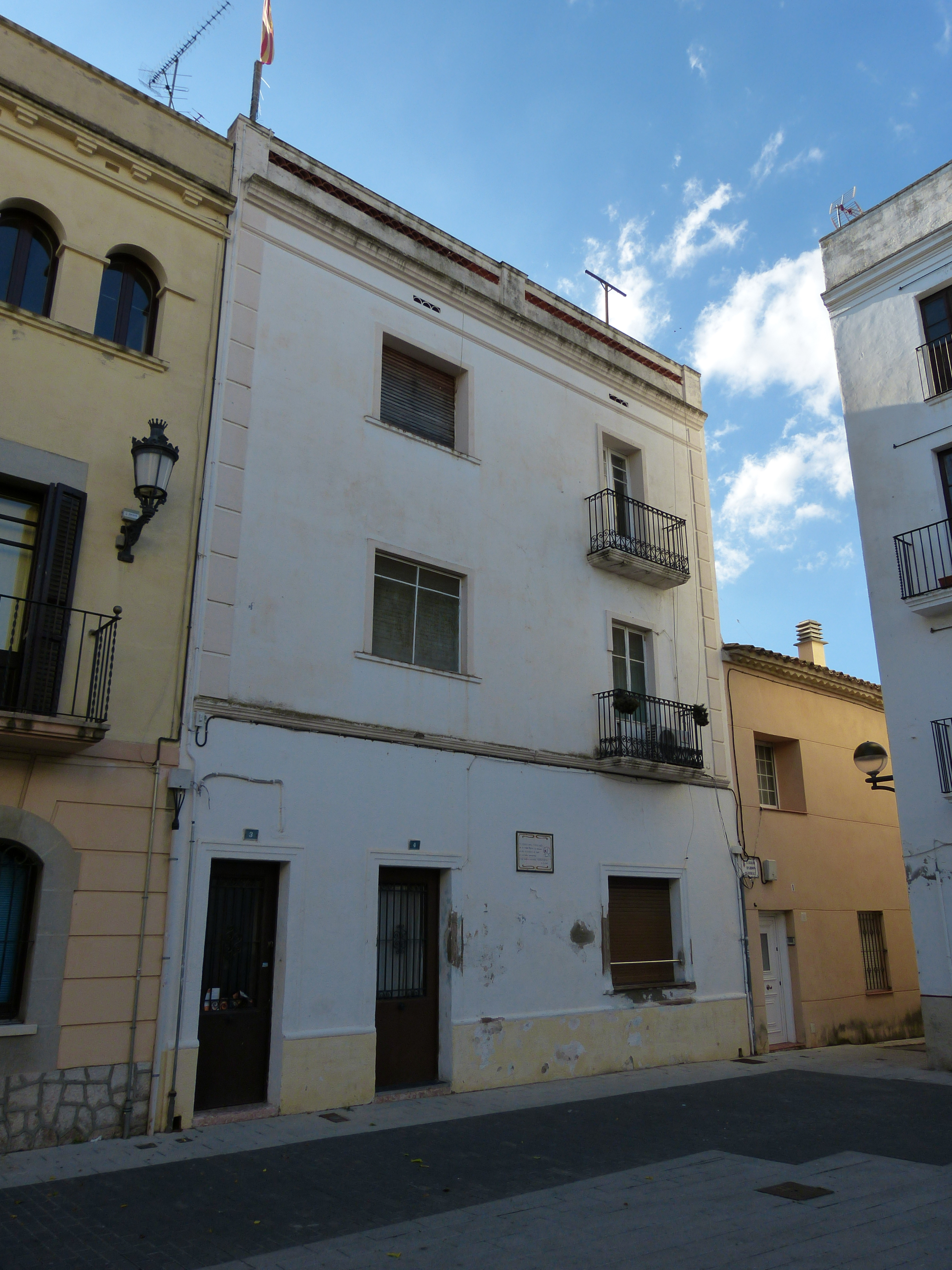